# Man In Space Soonest

Man In Space Soonest (MISS) était un programme de la United States Air Force (USAF) visant à envoyer un homme dans l'espace avant l'Union soviétique. Le programme a été annulé le 1er août 1958, et a été remplacé par le Programme Mercury de la NASA. Seuls deux hommes du programme sont ensuite allé dans l'espace. Le premier, Joseph Albert Walker, l'a fait deux fois lors de deux essais de l'avion-fusée X-15 en 1963. L'autre, Neil Armstrong, est devenu astronaute de la NASA en 1962 et a été le premier à marcher sur la Lune en 1969.

## Candidats astronautes

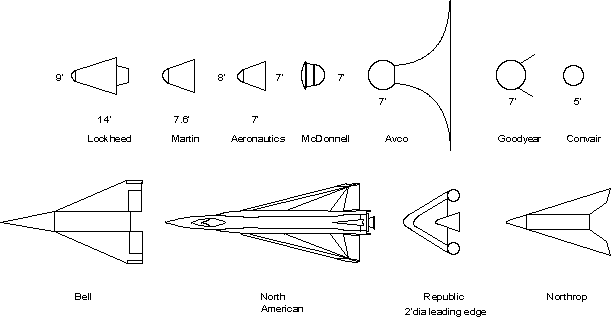
Propositions d'engins spatiaux de différentes entreprises.

MISS aurait utilisé une fusée Thor (premier étage), puis une Atlas, pour lancer un vaisseau spatial monoplace en orbite. Le 25 juin 1958, la United States Air Force sélectionne comme astronautes les neuf hommes suivants :
- Neil Armstrong (1930–2012), 27 ans, NACA. Le seul membre du groupe à rejoindre le Corps des astronautes de la NASA. A volé sur les missions Gemini 8 et Apollo 11 ; a effectué le premier amarrage de deux engins spatiaux, a été le premier - avec Buzz Aldrin - à atterrir sur la Lune et a été la première personne à poser le pied sur la Lune.
- William B. Bridgeman (1916–1968), 42 ans, Douglas Aircraft Company
- Albert S. Crossfield (1921–2006), 36 ans, North American Aviation (NAA)
- Iven C. Kincheloe (1928–1958), 29 ans, USAF
- John B. McKay (1922–1975), 35 ans, NACA
- Robert A. Rushworth (1924–1993), 33 ans, USAF
- Joseph Albert Walker (1921–1966), 37 ans, NACA. Premier membre du groupe à obtenir la reconnaissance internationale en tant qu'astronaute et à entrer deux fois dans l'espace, lors de deux vols d'essai du X-15.
- Alvin S. White (1918–2006), 39 ans, NAA
- Robert M. White (1924–2010), 33 ans, USAF